# Emily Giffin
Emily Giffin (n. 20 martie 1972) este o autoare de romane de ficțiune modernă de origine americană. Acest tip de ficțiune este adesea numită și literatură pentru femei (în engleză chick lit⁠(en)[traduceți]).

## Începuturi
Emily Giffin s-a născut în Baltimore, Maryland la data de 20 martie 1972. A urmat cursurile liceului Naperville North High School din Naperville, Illinois (o suburbie din Chicago), unde a făcut parte dintr-un club de ortografie și a fost editorul șef al ziarului școlii. A absolvit Wake Forest University, unde a fost managera echipei de basket, și apoi University of Virginia, School of Law.

## Cariera
După absolvirea facultății de drept, în 1997, s-a mutat în Manhattan unde a lucrat pentru Winston & Strawn. Mai apoi s-a dedicat scrisului, în 2001, când s-a mutat în Londra.  Primul ei roman Lily Holding True, a fost respins de către opt edituri. Giffin a început, atunci, să scrie romanul, intitulat pe atunci , Rolling the Dice, devenind între timp un bestseller numit Something Borrowed.
Giffin și-a găsit, în 2002, un agent care a ajutat-o să semneze un contract cu editura St. Martin's Press pentru două cărți. În timp ce revizuia manuscrisul cărții Something Borrowed, aceasta a scris continuarea numită Something Blue. Cartea Something Borrowed s-a lansat în primăvara anului 2004 și a primit multe recenzii pozitive, ajungând în lista ziaului New York Times a celor mai bine vândute cărți. A urmat apoi Something Blue în 2005, iar în 2006, a fost lansată si cartea Baby Proof. În 2007 și-a terminat cea de-a patra carte Love the One You're With.
Cărțile sale au devenit bestsellere internaționale. Trei dintre ele au apărut simultan în lista "Top 150" a celor de la USA Today. Something Borrowed a fost ecranizată în 2011, iar continuarea cărții, numită Something Blue, va apărea și aceasta pe marile ecrane.
Revista Glamour descrie cartea  Something Borrowed ca fiind încântătoare, surprinzător de captivantă și de reală, iar Lauren Weisberger, autoarea romanului Diavolul se îmbracă de la Prada, spune despre carte că: "Nu trebuie să fii îndrăgostită de iubitul celei mai bune prietene pentru a prețui acest roman... Ai în fața ta o carte pe care n-ai să vrei să o lași din mână și de a cărei eroină te vei atașa negreșit. Mi-a plăcut la nebunie".

## Cărți

### Something Borrowed(Ceva de împrumut) (2004)
Rachel White and Darcy Rhone au fost prieteni buni încă din copilărie. Rachel este o fată bună, muncitoare, aflată mereu în umbra prietenei sale egoiste. Aceasta își sărbătorește cea de-a treizecea aniversare, la o petrecere surpriză organizată de prietena ei cea mai bună, Darcy. După câteva pahare în plus, sărbătorita ajunge în brațele lui Dex, prietenul ei din facultate și logodnicul lui Darcy. Deși hotărâtă să uite această aventură de o noapte și să meargă mai departe, Rachel constată cu stupoare că sentimentele ei față de Dex sunt la fel de puternice ca în facultate. Pe măsură ce data nunții dintre Darcy și Dex se apropie, ea înțelege că trebuie să facă o alegere dificilă. Căci granița dintre bine și rău poate fi extrem de neclară, finalurile nu sunt întotdeuna fericite și uneori trebuie să riști totul pentru a obține adevărata fericire.
Acest roman te va amuza, te va face să plângi și să pui mâna pe telefon și să-ți suni cea mai bună prietenă.

### Something Blue(2006)
Continuarea de la Something Borrowed, Something Blue spune povestea lui Darcy Rhone, care a crezut că are totul plănuit, că totul i se cuvine, că o față frumoasă garantează o viață minunată. La începutul cărții "Something Borrowed" aceasta apare ca o eroină imatură, obișnuită să obțină tot ceea ce-și dorește, indiferent de mijloacele pe care trebuie să le folosească pentru a obține totul. Desigur, acest tip de comportament va atrage după sine unele probleme. Rămâne însărcinată, logodnicul ei o părăsește pentru cea mai bună prietenă a ei, iar cel cu care rămâne însărcintă o părăsește și el. Nici măcar părinții ei n-o mai susțin în momentul în care aceștia află că ea este însărcinată. După toate aceste întâmplări nefaste, ea realizează cât de superficială și vanitoasă a fost și încearcă să îndrepte lucrurile. Aceasta fuge în Anglia, la singurul prieten care i-a mai rămas, Ethan. Aici lucrurile încep să-i meargă foarte bine. Se creează o relație minunată între ea și Ethan. Aceștia devin mai maturi împreună, între ei dezvoltându-se anumite sentimente.
Această carte este despre sentimente, realitățile vieții, viața însăși și despre cât de importantă este susținerea venită din partea unui prieten adevărat.

### Baby Proof(2007)
Mai întâi vine dragostea, apoi căsătoria, apoi ... un cărucior? Nu este asta tot ceea ce-și doresc femeile? Nu și pentru Claudia Parr. Aceasta era pregătită să renunțe la iubire, asta  până îl întâlnește pe bunul și minunatul Ben. Lucrurile păreau să meargă perfect. S-au îndrăgostit și au fost de acord că pentru amândoi erau mai importante carierele lor, decât un copil. Atunci neașteptatul se întâmplă: unul din ei se răzgândește și-și dorește un copil.
Cartea este o poveste sinceră despre ceea ce se întâmplă într-un cuplu perfect, atunci când cei doi își doresc lucruri diferite, despre stabilirea a ce e mai important în viață, despre ceea ce sunt dispuși să facă cei doi, unul pentru celălalt, din dragoste.

### Love The One You're With(2008)
Relația dintre Ellen și Andy a fost perfectă în primul an. Devotamentul lor unul față de celălalt era evident și fiecare scoatea tot ce e mai bun din celălalt. Asta până la acea după-amiază nefastă când Ellen îl reîntâlnește pe fostul ei iubit Leo, pentru prima dată după opt ani. Deși Leo a scos la suprafață toate părțile ei urâte și a lăsat-o cu inima frântă, fără nicio explicație, el este și iubirea pe care ea n-a putut-o uita niciodată. Această reapariție a fostului iubit reaprinde sentimente uitate în inima lui Ellen, care începe să se întrebe dacă viața pe care ea o trăiește acum, e cea pe care trebuie să o trăiască.

### Heart Of The Matter(2010)
Tessa Russo este mamă a doi copii și soția unui chirurg pediatru renumit. În ciuda avertismentelor mamei ei, Tessa a renunțat la  cariera sa pentru a se concentra asupra familiei ei și pentru a trăi fericită alături de aceasta. Valerie Anderson este avocat și mama singură a unui copil de șase ani, Charlie, un băiat care nu și-a cunoscut niciodată tatăl. După mai multe dezamăgiri, Valerie a renunțat la dragoste, și într-o anumită măsură, chiar și la prieteni. Deși  atât Tessa, cât și Valerie trăiesc în aceeași suburbie din Boston, cele două au relativ puține în comun, în afara faptului că sunt mame. Cu toate acestea, un accident tragic face ca viețile lor să se întâlnească.

### Where We Belong(2012)
Marian Caldwell în vârstă de treizeci și șase de ani este o producătoare de televiziune de succes, a cărei viață este pe cale să se schimbe în momentul în care Kirby Rose, în vârstă de  optsprezece ani, apare la ușa ei.

## Viața privată
Giffin s-a căsătorit în 2002. În 2003, aceasta, împreună cu soțul ei, părăsesc Anglia pentru a se muta în Atlanta. Câteva luni mai târziu, de Anul Nou, aceasta dă naștere unor gemeni, Edward și George. Mai are o fiică, Harriet, care s-a născut în 24 mai 2007.